# TT256
La tombe thébaine TT 256 est située à El-Khokha, dans la nécropole thébaine, sur la rive ouest du Nil, face à Louxor en Égypte.
C'est la tombe d'un dénommé Nebenkemet, surveillant du cabinet, porteur d'éventail, enfant du Kep, vivant sous le règne d'Amenhotep II.